# Ølsfjorden
Ølsfjorden er en sidefjord til Bjoafjorden i Vindafjord kommune i Rogaland fylke i Norge. De yderste dele af fjorden ligger også i Etne kommune i Vestland fylke. Etnefjorden er en sidefjord af Ølsfjorden som går mod øst til Etne. Fjorden har indløb i nord mellem Sardaneset i Etne i øst og Stavanes i vest. Den strækker sig 8 kilometer ind til Ølsvågen. Fjorden går først mod syd, før den efter 5 kilometer brat drejer mod vest.
I det sydøstlige hjørne af fjorden ligger landsbyen Ølen eller  Ølensjøen der er administrationsby i Vindafjord kommune. 3 kilometer længere mod vest ligger bygden Ølensvåg i bunden af fjorden. På nordsiden af Ølsvågen ligger Bergesneset industriområde og Ølen Betong.